# Geiner Alvarado
Geiner Alvarado López (Montevideo, Amazonas, Perú, 7 de mayo de 1983) es un ingeniero civil peruano. Fue ministro de Vivienda, Construcción y Saneamiento, entre julio de 2021 hasta agosto de 2022, y ministro de Transportes y Comunicaciones del Perú, entre agosto y septiembre de 2022, cargo en el que fue censurado por el Congreso de la República.
Actualmente, Geiner Alvarado está preso por presuntos actos de corrupción en su país.

## Biografía
Geiner nació el 7 de mayo de 1983, en el distrito peruano de Montevideo, Chachapoyas.
Es ingeniero civil por la Universidad Nacional Pedro Ruiz Gallo, con especialización en Infraestructura Vial y Gestión Pública. Conocimiento en el desarrollo de proyectos de infraestructuras de saneamiento y de educación.

### Trayectoria
Alvarado ha ejercido varios cargos de función pública en el Gobierno Regional de Amazonas.
Fue director de Caminos entre 2017 y junio de 2019, y promovido a director regional de Transportes y Comunicaciones en 2019. El Gobierno Regional de Amazonas sancionó en 2019 a Alvarado con seis meses de suspensión de empleo y sueldo por «irregularidades» e «infracciones éticas» en la aprobación del expediente técnico y la liquidación de la obra de mantenimiento de la Red Vial Departamental Ruta AM 101. El Tribunal de la Autoridad Nacional del Servicio Civil ratificó dicha sanción administrativa.
En el 2020, fue gerente municipal en la Municipalidad Provincial de Rodríguez de Mendoza y se desempeñó como gerente de Infraestructura y Gestión de Inversiones en la Municipalidad Provincial de Chachapoyas.

### Ministro de Estado
El 29 de julio de 2021, fue nombrado y posesionado por el presidente Pedro Castillo, como ministro de Vivienda, Construcción y Saneamiento del Perú.
El 5 de agosto de 2022, nuevamente fue nombrado y posesionado por el presidente Castillo, como ministro de Transportes y Comunicaciones del Perú. El 15 de septiembre, el Congreso aprobó su censura con 94 votos a favor. Al día siguiente, presentó su renuncia como ministro de Estado.
Tras la caída del Gobierno de Pedro Castillo, se le síndico de haber participado en una organización criminal dedicada a actos de corrupción que habría liderado el expresidente. El Congreso decidió levantar su inmunidad de alto funcionario y fue procesado por los delitos de corrupción y organización criminal. El 1 de abril del 2023, Alvarado fue arrestado tras dictarle una orden de prisión preventiva en su contra y puesto a disposición de las autoridades judiciales. Fue internado en el establecimiento penitenciario Miguel Castro Castro para cumplir su sentencia.

## Vida personal
En 2014 fue detenido en Chiclayo por conducir un vehículo con un nivel de alcohol en sangre por encima de lo permitido. Y, en 2019, fue intervenido por no llevar Seguro Obligatorio de Accidentes de Tránsito (SOAT). En 2017 recibió una denuncia por abandono de hogar.